# Йоганн Міхаель Фоґль
Йоганн Міхаель Фоґль (1768—1840) — австрійський співак-баритон.

## Біографія
Навчався в гімназії в Кремсмюнстерському абатстві, де вивчав мови, філософію і спів. У 1786 році Фоґль поїхав до Відня, щоб продовжити навчання. У 1795 році він дебютував у Віденській державній опері.
Фоґль відіграв велику роль в житті Франца Шуберта, допоміг йому утвердитися на сцені як композитору. Завдяки йому жителі Відня дізналися і полюбили музику Шуберта. Пісні Шуберта у виконанні Фоґля стали дуже популярними у віденських салонах. Разом з Шубертом він мандрував містами Європи. Фоґль був дуже відкритою і вільною людиною. Багато виступав, виконуючи романси. Його концертмейстером був Шуберт.